# Rue de Rungis
La rue de Rungis est une voie du 13e arrondissement de Paris située dans le quartier de la Maison-Blanche.

## Situation et accès

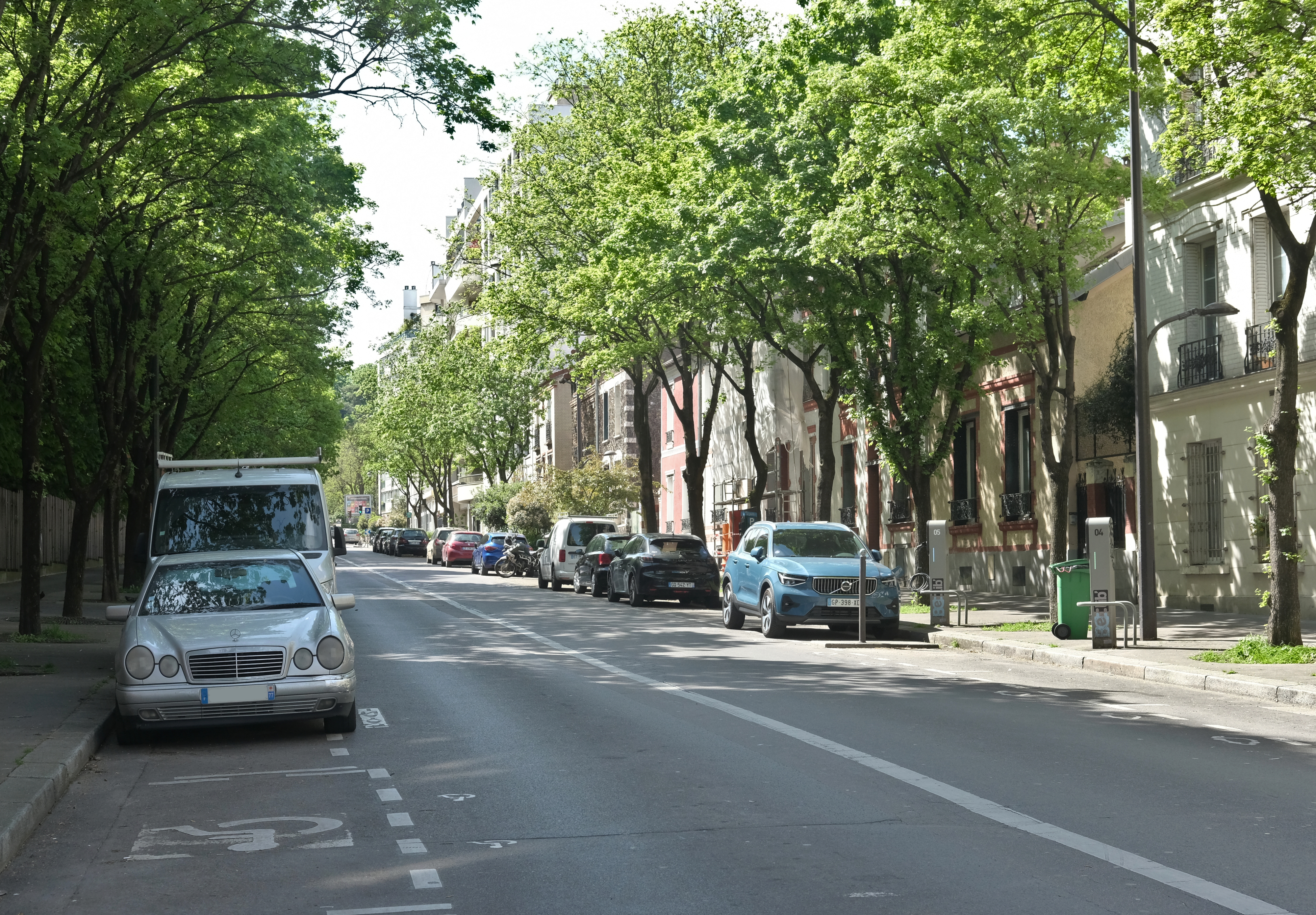
La Rue de Rungis en 2024.

La rue de Rungis est desservie à proximité par le RER B à la gare de Cité universitaire.

## Origine du nom
Son nom provient de l'aqueduc d'Arcueil, qui conduisait les eaux de Rungis aux thermes de Cluny.

## Historique
La voie est ouverte en 1882 et prend sa dénomination actuelle par arrêté municipal du 30 août 1884.